# Meilitz (Kospoda)
Meilitz ist ein Ortsteil der Gemeinde Kospoda im Saale-Orla-Kreis in Thüringen.

## Geografie
Meilitz liegt südwestlich von Kospoda am Fuß der Nordabhangs des Südostthüringer Schiefergebirges südlich von Neustadt an der Orla. Das dort kupierte und stadtnahe Gelände der Flur ist gut zu erreichen, aber verkehrsmäßig behindert. Der Ortsteil hat einen günstigen Anschluss zur Bundesstraße 281 und in Neustadt an der Orla zur Bahnstrecke Gera–Saalfeld.

## Geschichte
Der 68 Einwohner (Stand: Ende 2001) beherbergende Weiler wurde am 22. Februar 1320 urkundlich ersterwähnt. Das Gut des Weilers gehörte neben dem Gut in Kospoda zum Stammsitz der Herren von Kospoth. Die Besitzer wechselten dann oft. Im Jahr 1417 erhielt Heinrich von Hain das Gut Meilitz.
Die Kirchengemeinden Kospoda und Meilitz arbeiten von jeher zusammen.
Die Landwirtschaft unterlag auch der Entwicklung in der DDR und fand nach der Wende schnell neue Formen der Arbeit auf dem Lande.

## Persönlichkeiten
Aus Meilitz stammt Klaus Schröder (* 1954), DDR-Oberliga-Fußballer für FC Carl Zeiss Jena, den FC Rot-Weiß Erfurt und die BSG Motor Suhl.